# أندريه راني
أندريه راني (بالبولندية: Andrzej Rżany)‏ (مواليد 26 سبتمبر 1973) هو ملاكم بولندي، مثّل بلاده في الألعاب الأولمبية الصيفية في دورات 1992 و2000 و2004.

## روابط خارجية
أندريه راني على موقع اللجنة الأولمبية الدولية (الإنجليزية)
- أندريه راني على موقع أوليمبيديا (الإنجليزية)
- أندريه راني على موقع اللجنة الأولمبية البولندية (مؤرشف) (البولندية)